# Nel van Vliet
Pour les articles homonymes, voir Van Vliet.
Petronella "Nel" van Vliet, née le 17 janvier 1926 à Hilversum  et morte le 5 janvier 2006 à Naarden, est une nageuse néerlandaise spécialiste de la brasse. Elle a remporté la médaille d'or au 200 mètres brasse de natation aux Jeux olympiques de 1948 à Londres, après son titre de championne d'Europe sur la même distance en 1947 à Monaco. Ce fut la première femme à descendre sous les 2 minutes 50 secondes en brasse en petit bassin (25 m).

## Biographie
Pendant sa carrière, Nel Van Vliet a établi 11 records du monde et 6 records d'Europe en brasse, trois sur 100 m et 3 sur 200 m, en 1946 et 1947. Elle fut la première néerlandaise à remporter un titre américain Open en 1947. Elle aurait abandonné sa carrière sportive pour des raisons financières, car elle devait élever seule ses 3 enfants.
Quelques semaines après les Jeux de Londres, sa médaille lui a été volée ; le CIO lui en a offert une autre le 19 novembre 2004 en témoignage de reconnaissance pour l'ensemble de sa carrière.
Elle avait sa place dans le International Swimming Hall of Fame depuis 1973.
Elle est décédée des suites d'une longue maladie le 5 janvier 2006 à Naarden, à l'âge de 79 ans.